# Creswell (Karolina Północna)
Creswell – miasto w Stanach Zjednoczonych, w stanie Karolina Północna, w hrabstwie Warren.